# Rhamphomyia gilvipilosa
Rhamphomyia gilvipilosa är en tvåvingeart som beskrevs av Daniel William Coquillett 1895. Rhamphomyia gilvipilosa ingår i släktet Rhamphomyia och familjen dansflugor.
Artens utbredningsområde är Québec. Inga underarter finns listade i Catalogue of Life.